# Simson (entreprise)
 (février 2017).
Pour les articles homonymes, voir Simson.
Simson est une entreprise allemande qui fabrique des armes, des voitures et des motos, créée à Suhl en 1856 par Lob et Moses Simson. Elle disparaît le 1er février 2003.

## Historique
Dès ses débuts, la Simson & Co fabrique des armes blanches et des armes à feu pour l'armée prussienne. En 1896, l'entreprise produit ses premières bicyclettes, puis des automobiles en 1907. De 1924 à 1934, Simson fabrique le Simson Supra.
Pendant la Grande Dépression, les ventes chutent et des licenciements massifs ont lieu au sein de Simson. À la fin 1932, la société perd deux-tiers de sa main-d'œuvre.
Issus d'une famille juive, les frères Simson quittent le pays à la suite de l'arrivée au pouvoir d'Adolf Hitler. Sous contrôle du conseil d'administration, la société fusionne avec d'autres entreprises pour former la Berlin Suhler Waffen-und-Fahrzeugwerke (BSW), qui sera plus axée sur la production de motocyclettes. Par la suite, Simson lance son premier engin de ce type, la BSW 98.
Pendant la Seconde Guerre mondiale, Simson devient un important centre de production d'armes de guerre. À partir de 1939, la société est renommée Gustloff-Werke - Waffenwerk Suhl. Ses effectifs dépassent alors les 6 000 employés. L'usine contribue à la production des MG42.
Cédée à l'Union soviétique à la fin de la guerre, l'entreprise reprend sa fabrication de motos et vélos. Par la suite, elle est rendue à la RDA et devient une Volkseigener Betrieb le 1er mai 1952. Rebaptisée VEB Fahrzeug-und-Gerätewerk Simson Suhl, l'entreprise abandonne progressivement la production d'armes et de bicyclettes.
Le 1er janvier 1968, Simson fusionne avec la VEB Ernst-Thälmann-Werk Suhl pour former la VEB Fahrzeug- und Jagdwaffenwerk Ernst Thälmann Suhl. En 1970, la société fusionne avec Zschopau et l'usine Mifa de Sangerhausen pour former l'IFA-Kombinat Zweiradfahrzeuge.
Liquidée à la suite de la réunification, les anciens directeurs généraux et employés de Simson fondent la Suhler Fahrzeugwerke GmbH en novembre 1991. Un an après, la production reprend sous la marque Simson. En été 2000, Klaus Bänsch rachète l'entreprise et la renomme Simson Motorrad GmbH & Co. KG.
Simson arrête sa production en février 2003.

## Galerie d'images

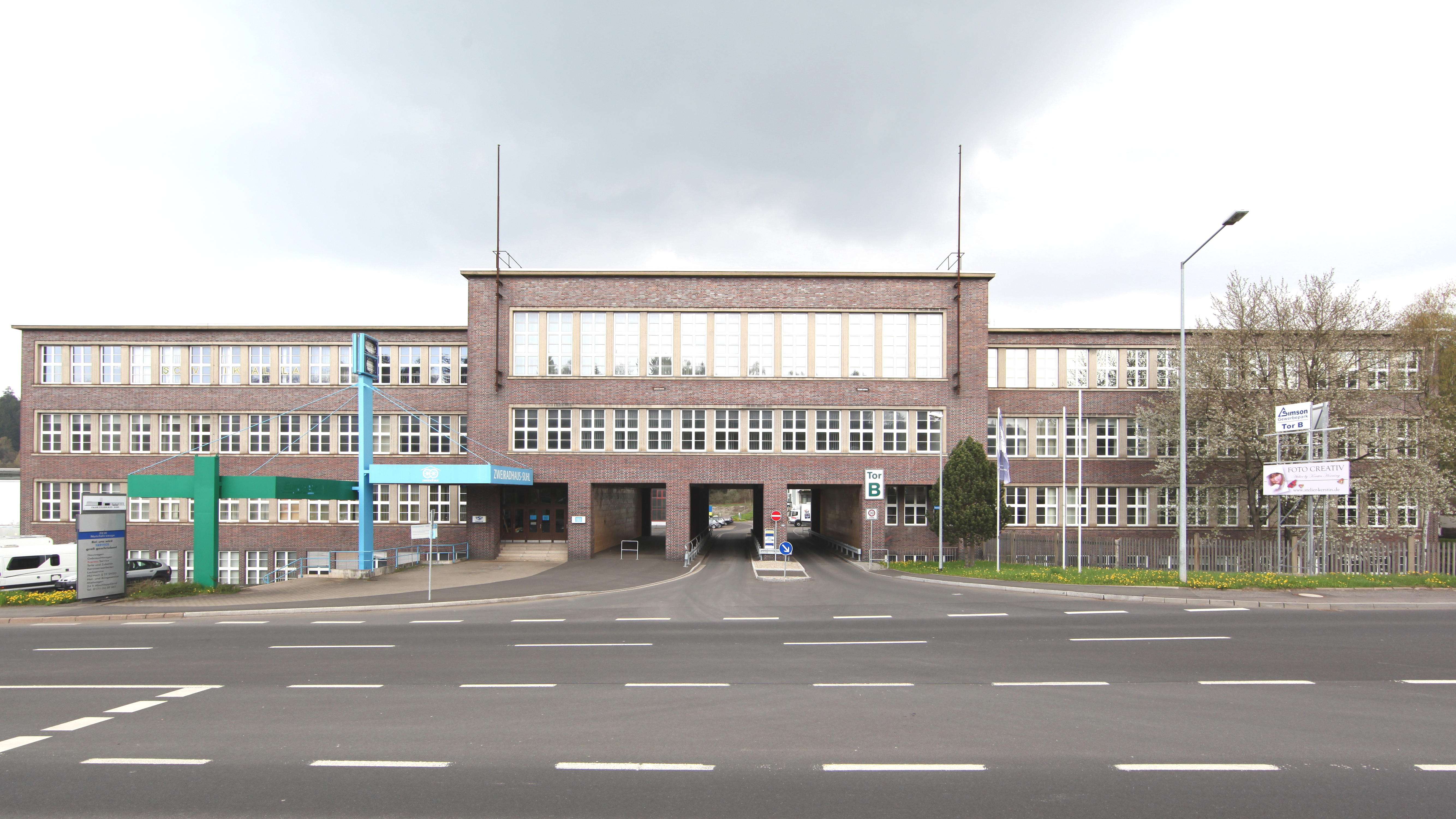
Bâtiment de l'entreprise Simson
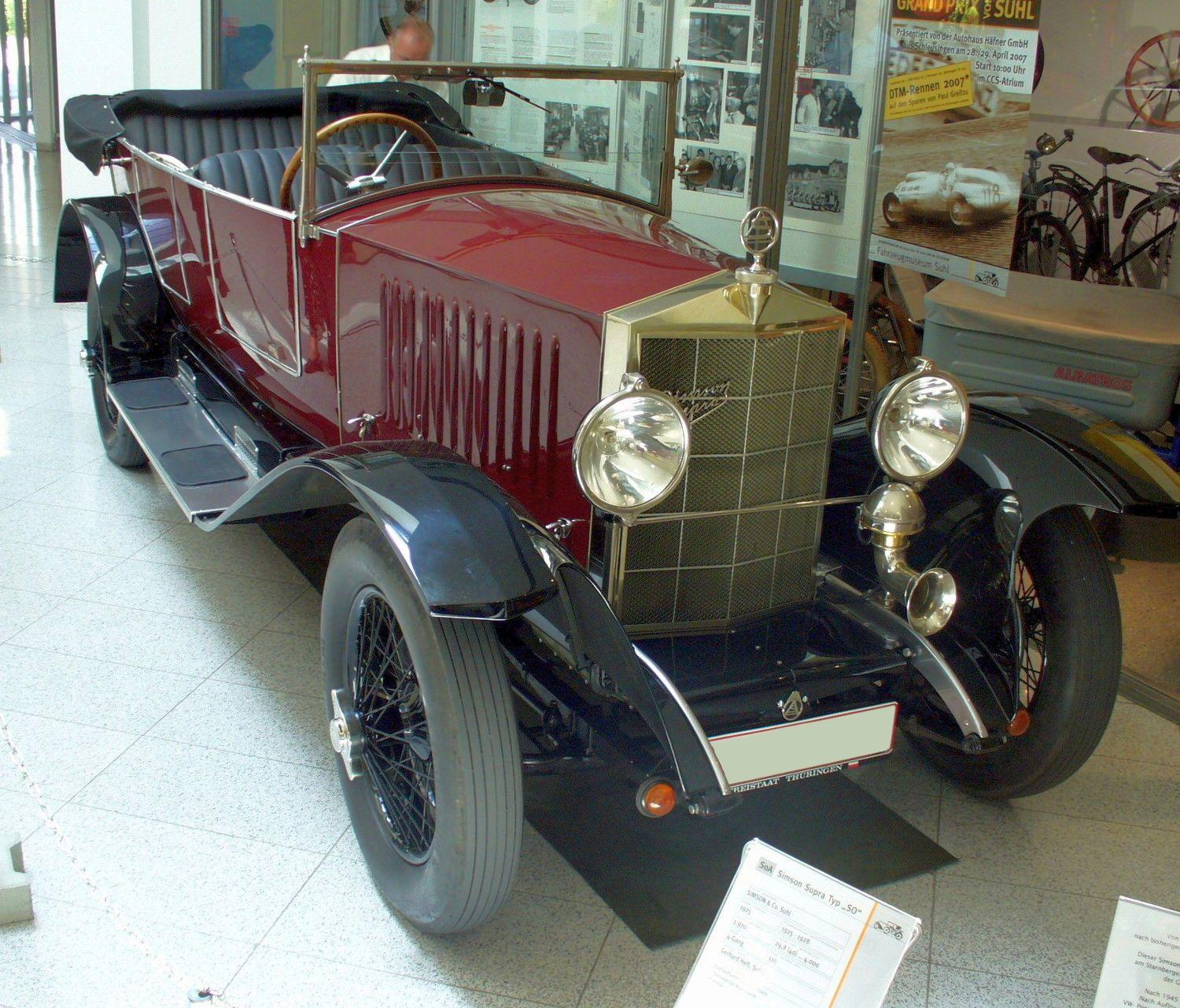
1925 Simson-Supra model So
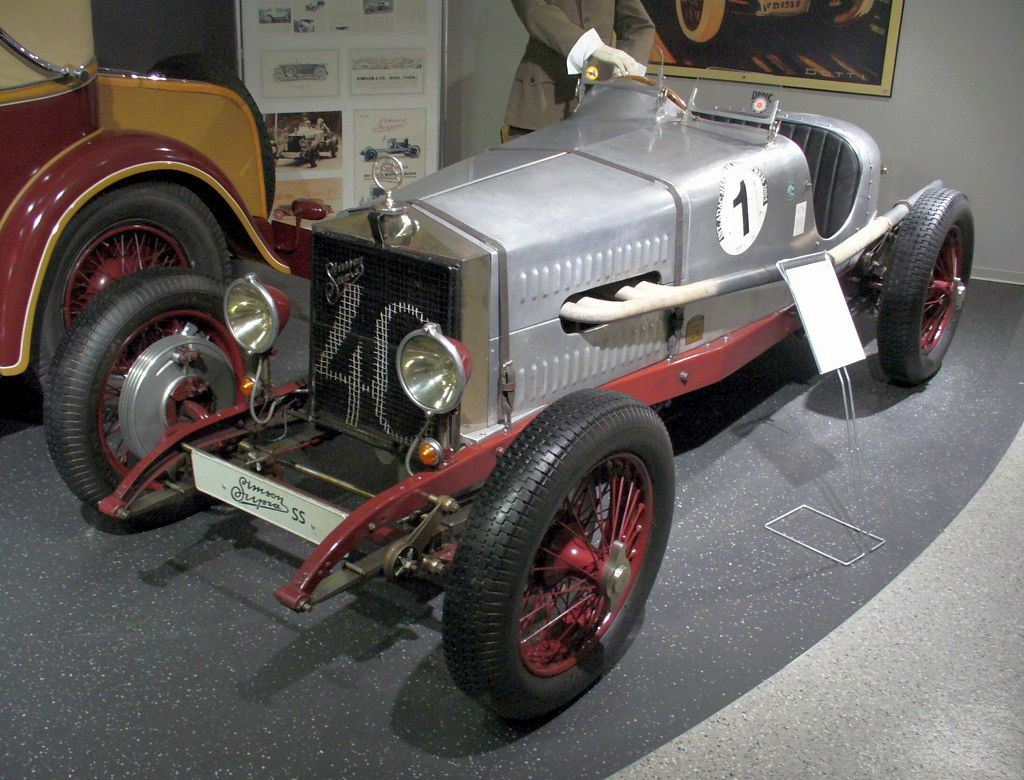
Simson-Supra SS racer
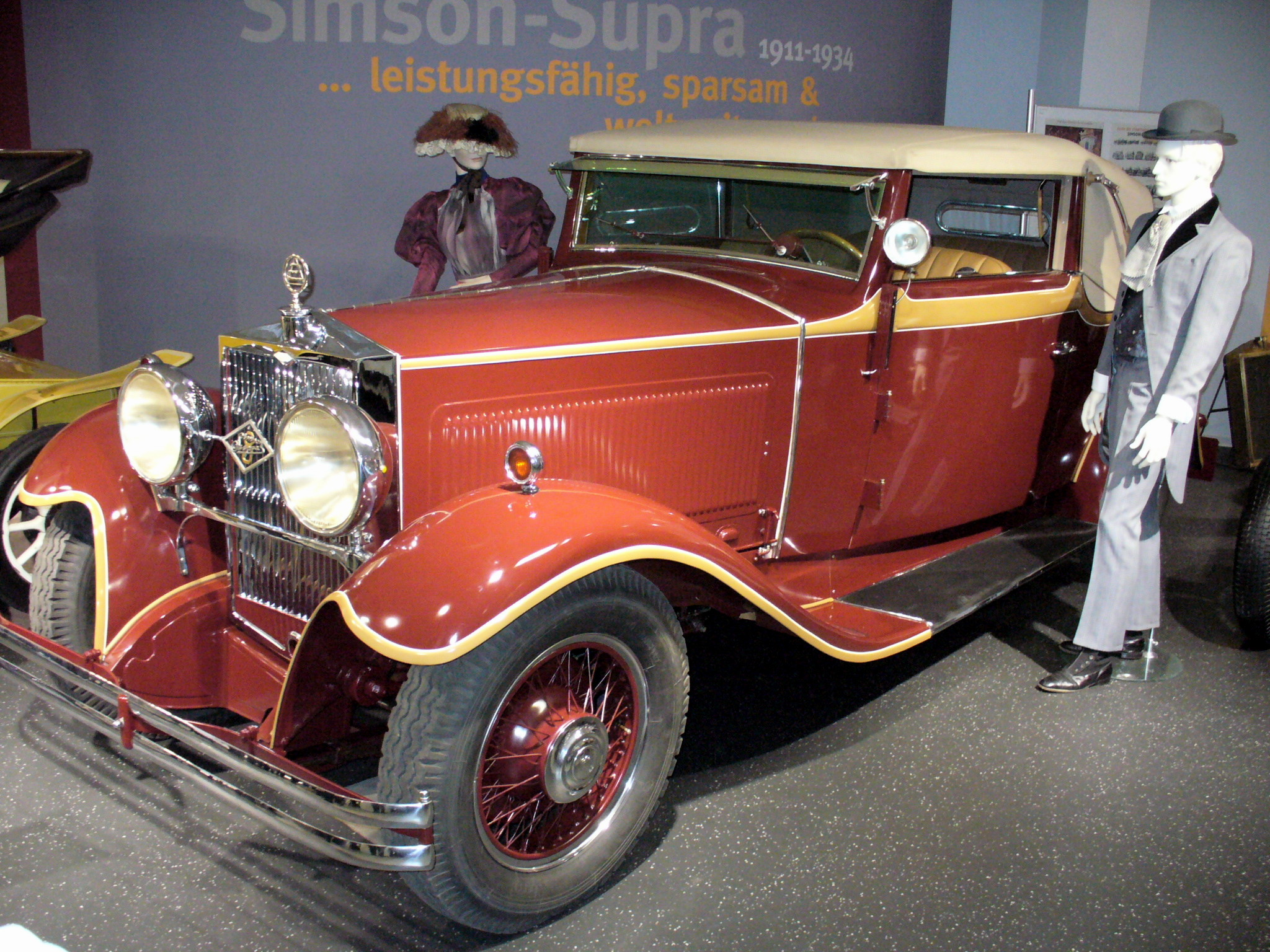
Simson-Supra huit cylindres, 4.7-litre, au musée de véhicules de Suhl
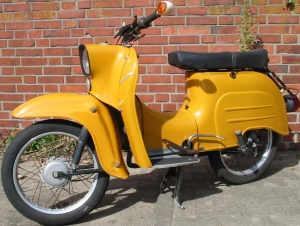
Simson Schwalbe
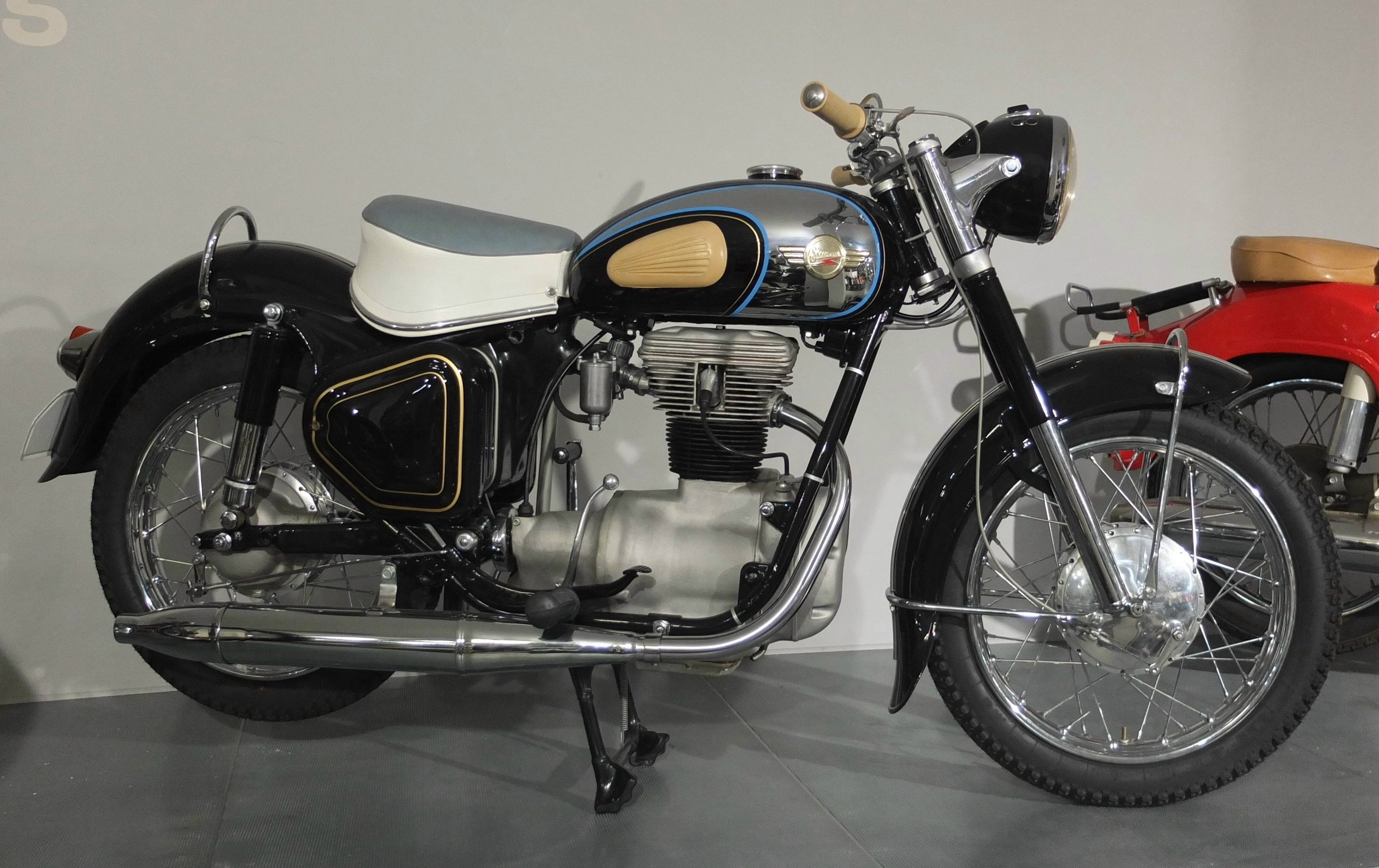
Simson Eskorte (1957)
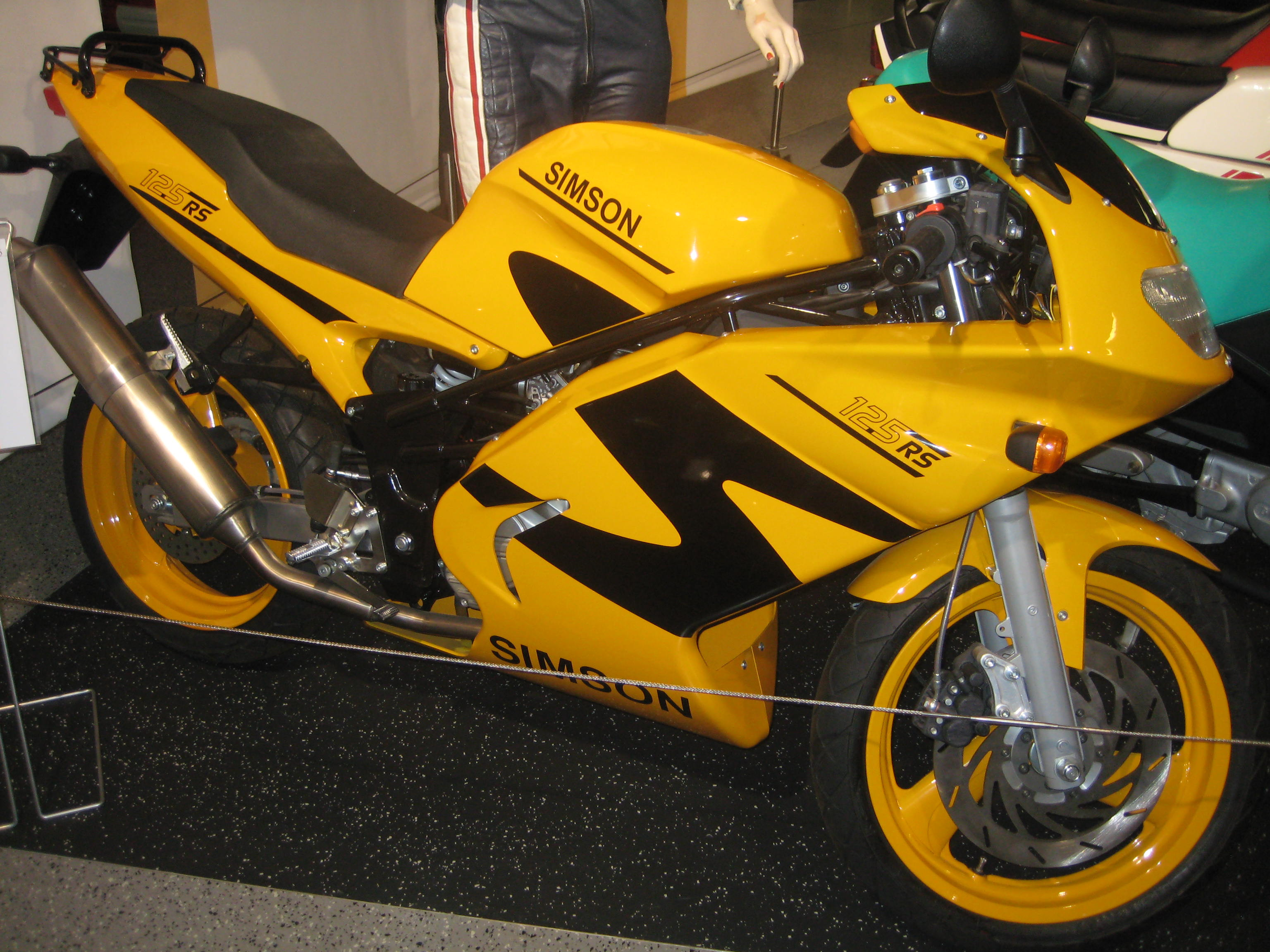
Un des derniers modèles de la marque, la Simson 125 RS
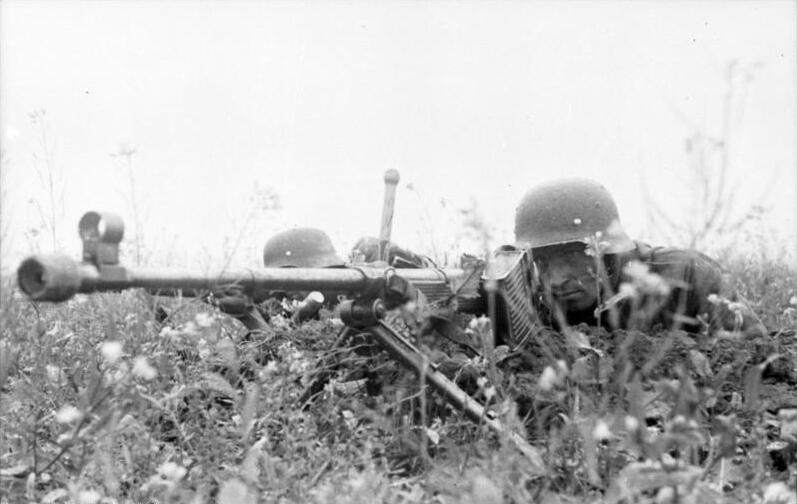
Panzerbüchse 39 de chez Simson, en utilisation sur le front de l'est
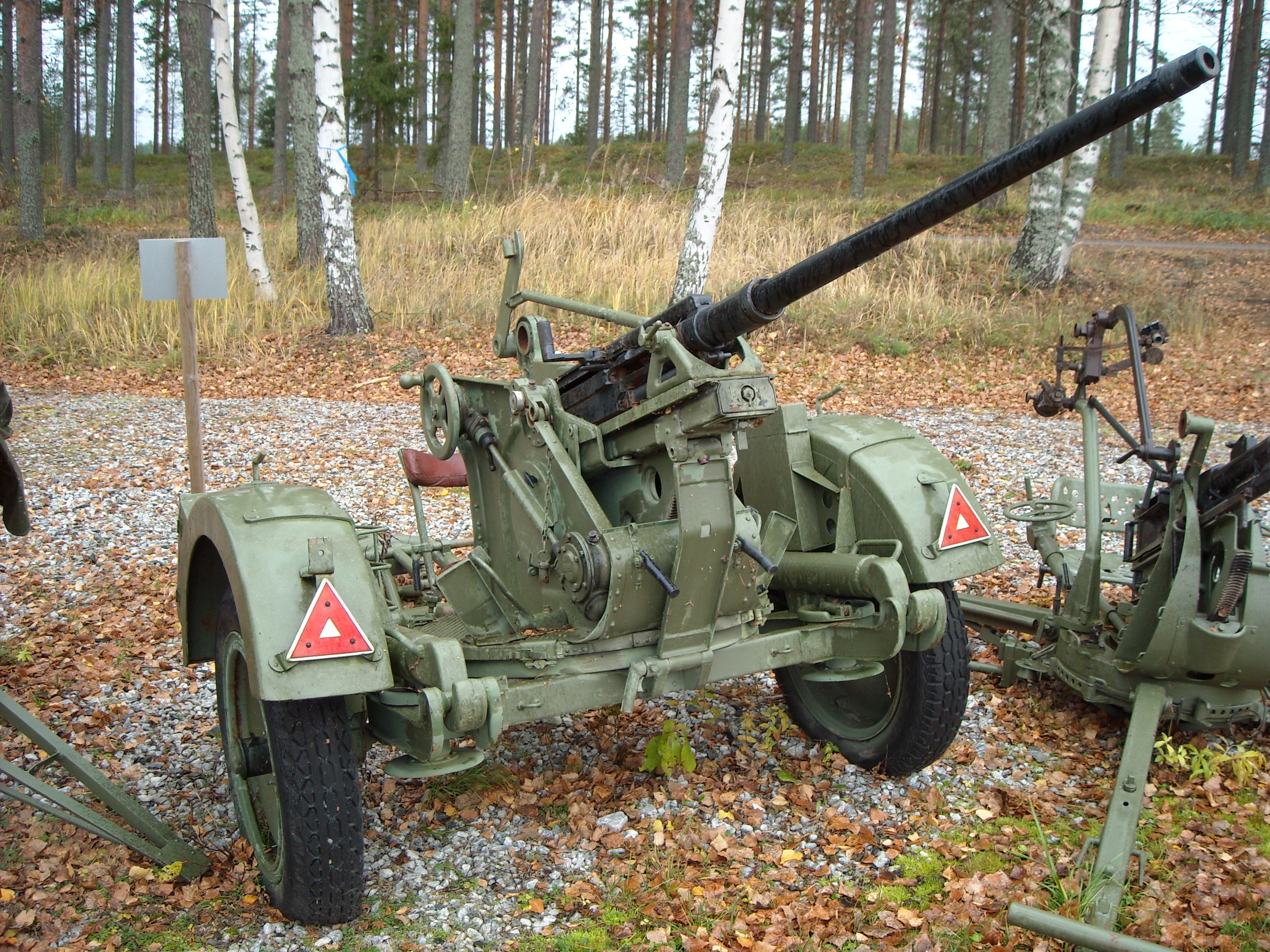
BSW 20 mm canon antiaérien